# Ивайло Раденцов
Ивайло Ичков Раденцов (роден на 29 май 1983 в Плевен, България) е български футболист, полузащитник, който играе за Спартак (Плевен).